# NGC 678
NGC 678 је спирална галаксија у сазвежђу Ован која се налази на NGC листи објеката дубоког неба.
Деклинација објекта је + 21° 59' 49" а ректасцензија 1h 49m 24,8s. Привидна величина (магнитуда) објекта NGC 678 износи 12,5 а фотографска магнитуда 13,3. Налази се на удаљености од 27,027 милиона парсека од Сунца. NGC 678 је још познат и под ознакама UGC 1280, MCG 4-5-14, CGCG 482-18, A 0147+21, PGC 6690.